# Dokkolószerkezet
Dokkolószerkezet, a szovjet űrhajók, űreszközök között, valamint az űrállomásokon.
Űreszközök a világűrben dokkolással (hermetikus összekapcsolódással) tudnak egymáshoz csatlakozni. A dokkolás (számítógép program; helyzetjelzők; orientációs eszközök) általában automatikusak történik, speciális esetekben kézi vezérléssel. Minden csatlakozó művelet (emberes, vagy ember nélküli) során a földi támogató személyzet nyújt (emberes dokkolásnál az űrhajósok tanácsadó csoportja, utóbbi esetben a műszaki mérnöki csoport)  segítséget.
Az korai első generációs űrállomásoknak (Szaljut–1-től 5-ig) egyetlen dokkolószerkezete volt, ezért csak egy űrhajót fogadhattak.

## Igla
Az Igla (oroszul: Игла, azaz "Tű") automatikus dokkoló rádió telemetriás rendszert szereltek a Szojuz űrhajókba. A rendszer négy antennával dolgozott, amik rendszeresen úrban voltak (behúzásra kerültek) a dokkolási művelet utolsó pillanataiban. Szükség esetén a rendszer kikapcsolható, a műveletet kézi vezérléssel lehet folytatni. A kézi vezérlésnek több hátránya van: igényli a földi gyakorlatot; nem látható a csatlakozó pont; viszonylag több üzemanyag felhasználásra kerül sor; összehangolt műveletet igényel a földi támogató csoporttal).
Az első prototípus 1965. október 30-án készült el, automatizált tesztjére 1967-ben két űrhajós nélküli Szojuz űrhajó csatlakoztatásával került sor.

## Kursz
Az Igla automatikus dokkoló rádió telemetriás rendszert váltotta, a Kursz–A automatikus telemetriás dokkoló rendszer.
A rendszert fejlesztette a TP (НИИ Точных Приборов ), építette a kijevi Rádió Factory. A Szovjetunió szétbomlását követően a Orosz Szövetségi Űrügynökség (RKA) adott megbízást gyártására.
A Kursz–A után a Kursz–NA alkalmazták, amely kevesebb energiát fogyasztott és egy antennát használt helyzet megjelölő eszközként. Rendszerét alkalmazták a Mir űrállomásoknál, a Progressz űrhajóknál, illetve alkalmazzák a Nemzetközi Űrállomásra (ISS) csatlakozó orosz űrhajóknál.
Dokkolás előtt a helyzetjelző telemetria jeleket küld a csatlakozni kívánó űreszközhöz, segítve pozíciójának (sebesség, közelség, orientációs műveletek) meghatározását.